# トップ・オブ・ザ・ワールド (カーペンターズの曲)
「トップ・オブ・ザ・ワールド」（Top of the World）は、カーペンターズが1972年に発表した楽曲。ジョン・ベティスが作詞、リチャード・カーペンターが作曲を担当した。1973年にBillboard Hot 100において1位になり、デュオにとって2曲目のナンバーワンシングルとなった。また、キャッシュ・ボックス誌においても1973年12月1日付けで1位を獲得した。
| チャート                          | 最高順位 |
| --------------------------------- | -------- |
| U.S. Billboard Hot 100            | 1        |
| U.S. Billboard Adult Contemporary | 2        |
| Record World                      | 3        |
| Canadian Singles Chart            | 1        |
| オリコン・シングルチャート        | 21       |
| UK Singles Chart                  | 5        |

元々、カーペンターズ版はアルバム内の1曲として考えられていたが、リン・アンダーソンがこの曲をカバーし、アメリカのカントリーシングルチャートにおいて1973年の中頃2位を達成した。アンダーソン版の成功を受けて、カーペンターズはアレンジし直した新しいバージョンをシングルとして発売し、アメリカのポップチャートで1位になった。後年、リチャード・カーペンターは曲のボーカルをGoldコンピレーション用にリミックスした。なお、アルバムバージョンとの相違点としてはシングルバージョンではイントロ及び間奏のギターにフェイクが付け加えられ、エンディングのピアノはやや、あっさりと収めるなど数カ所変化がみられる。

## 他のカバー
- 日本では森愛仁霞の日本語訳詞でも知られている。藤島新が1973年のアルバム『愛の翼/愛の限界』で、天地真理が1974年のアルバム『天地真理オン・ステージ』で、岩崎宏美が2007年のアルバム『ROYAL BOX〜スーパー・ライヴ・コレクション〜』で、森口博子が2010年のアルバム『カーペンターズフォーエバー』で、森の日本語詞でカバーした。
- アグネス・チャン - 1973年のアルバム『草原の輝き』で、「トップ・オブ・ザ・ワールド」と「シング」をカバーした。
- 南沙織 - 1974年のアルバム『ひとかけらの純情』でカバーした。
- スウェーデンのダンスバンド（スウェーデン独自の音楽）、Vikingarnは1974年にラジオ局Svensktoppenにおいてスウェーデン語版の「Pa varldens tak」をヒットさせた。バンドにとって初めてのヒットであった。
- 1994年、『フレンズ』のマンハッタンが真っ暗！(The One With the Blackout)においてフィービー、モニカ、ジョーイがこの曲を歌う場面がある。
- 少年ナイフのカバーは1995年の映画『最後の晩餐/平和主義者の連続殺人』のエンディングテーマとして使われ、1998年の『ファミリー・ゲーム/双子の天使』では劇中で使われ、2005年のサントリーの缶入りチューハイ「-196℃」発売当初のCM曲として使われている。また、1997年より放送された『学校へ行こう!』の人気コーナー「未成年の主張」のテーマ曲、2014年より放送されている『トーキョーライブ22時』でもテーマ曲となっている。カーペンターズのトリビュート・アルバム『イフ・アイ・ワー・ア・カーペンター〜カーペンターズに捧ぐ』（1994年）及び『ワイルドスピードX3:TOKYO DRIFT オリジナルサウンドトラック』に収録されている。
- 1996年、浪花花憐というグループが、カーペンターズの楽曲を大阪弁に直訳したカバーアルバム『涙の工務店』を発売、「トップ・オブ・ザ・ワールド」は「世界のてっぺんで」と訳してカバーしていた[2]。2004年時点で製造したCD5665枚は完売、絶版となっている[2]。
- 平家みちよ - 1998年に卒業_〜TOP_OF_THE_WORLD〜をリリースした。日本語詞はシャ乱Qのまことによる。
- メルダック社から1998年に同タイトルで日本語版カバーが発売されており、表題曲は結城比呂が歌っている。
- 森の木児童合唱団 - 海野洋司の日本語訳詞でカバーしたものが日本コロムビアの『こどものうた』シリーズに収録されている（例として2005年発売の4枚組CD『こどものうた　いっぱい！福袋』など）。
- BERRY ROLL - 2007年11月7日発売のアルバム『Daydreaming』で同曲をカバーしている。
- 佐藤竹善 - 『イエスタデイ・ワンス・モア〜TRIBUTE TO THE CARPENTERS〜』（2009年）
- NICOTINE - カーペンターズ楽曲のカバーアルバム『GOD SAVE THE CARPENTERS』（2009年）
- ライオン「香りつづくトップ」のテレビCM曲にて、以下のアーティストが同曲をカバーしている。
  - 倉木麻衣 - 2008年1月23日より。同曲は自身のオリジナルアルバム『touch Me!』に収録。
  - キマグレン - 2009年4月10日より。同曲はオリジナルアルバム『空×少年』に収録。
  - 一青窈
  - 持田香織（Every Little Thing） - 2010年10月より。同年10月27日に配信シングルとしてリリース。

## その他
テレビドラマの主題歌などにも採用されている。
- TBSのドラマ『未成年』オープニング主題歌（1995年）
- フジテレビのドラマ『ビギナー』エンディング主題歌（2003年）
- アサヒビールの「食彩麦酒」のCMソング
- サントリーの清涼飲料水「ポップ」のCMソング※現在は市販されておらず、ドリンクバーのみで扱われている。なお当時放映されたCMには2人も出演していた。
- JR西日本の「ひかりレールスター」のCMのテーマ
- 日本生命保険の企業CMソング（2006年 - 2010年）
- 三菱電機の家電「Qシリーズ」のCMソング